# 코파 항공 콜롬비아
코파 항공 콜롬비아(영어: Copa Airlines Colombia)는 콜롬비아의 항공사로 총 31개 노선을 취항하고 있다. 본사는 콜롬비아 보고타 위치해 있으며 1992년에 아에로리퍼블리아(스페인어: AeroRepública)로 설립했다. 또한 사용하고 있는 허브 공항으로 엘도라도 국제공항이 있다. 2010년에 현재의 사명으로 변경했다.

## 보유 기종
- 2012년 7월 기준으로 코파 항공 콜롬비아는 다음과 같은 기종을 보유하고 있다.[2]

## 사진

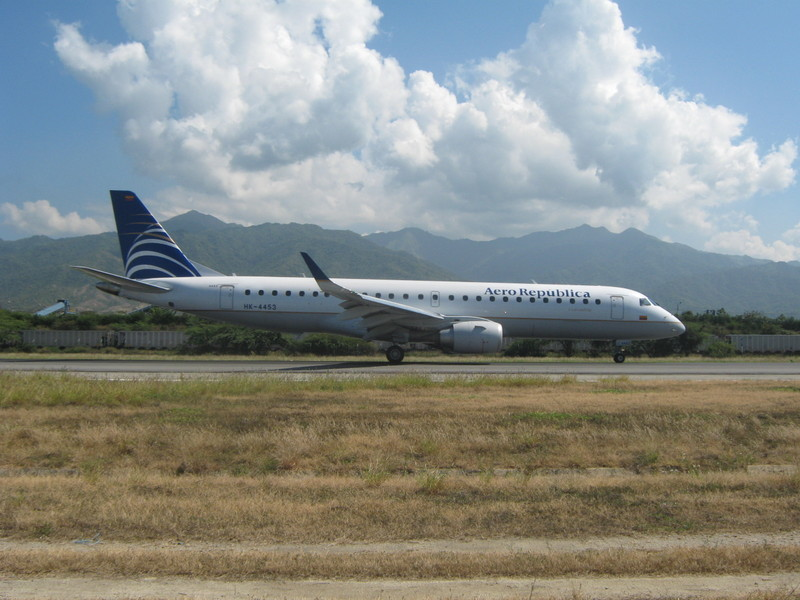
코파 항공 콜롬비아(구 아에로리퍼블리아)의 엠브라에르 E-190
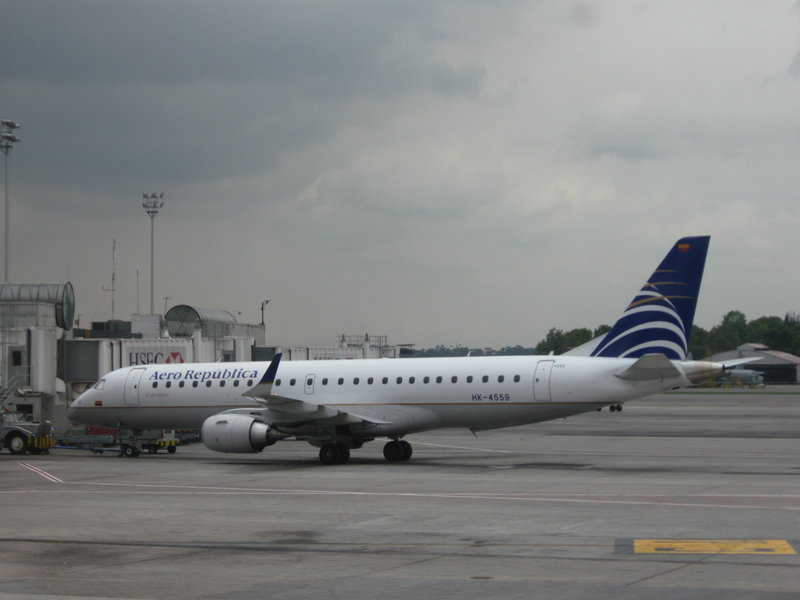
코파 항공 콜롬비아(구 아에로리퍼블리아)의 엠브라에르 E-190
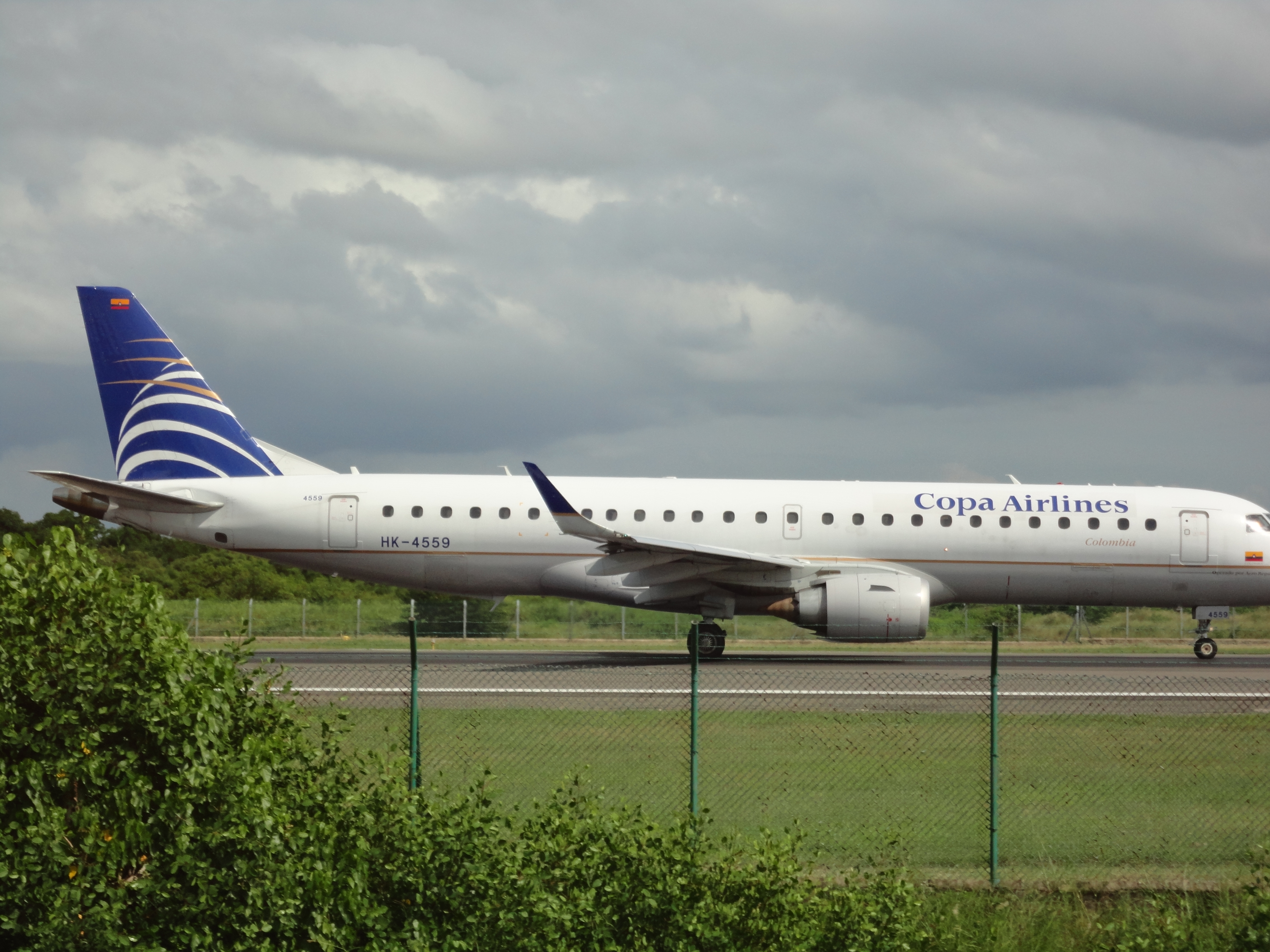
코파 항공 콜롬비아의 엠브라에르 E-190